# فرانشيسكا شوقي
فرانشيسكا اماكولاتا شوقي (بالإيطالية: Francesca Chaouqui)‏ (مواليد كالابريا، 1983) محامية إيطالية من أصول مغربية، ومستشارة البابا فرانسيس الأول، الذي عينها على رأس لجنة الإصلاح المالي الجديدة للفاتيكان، مهمتها إجراء عمليات بحث في ملفات تتعلق بالتهرب الضريبي وتبييض الأموالـ وتكون بذلك المرأة الوحيدة وكذلك الوحيدة من إيطاليا التي اختيرت في عضوية هذه اللجنة البابوية المكونة من ثمانية أعضاء. ومنح البابا لهذه اللجنة السلطة الكاملة للقيام بأعمالها. عملت من قبل كمديرة اتصالات في مؤسسة «ايرنست اند يانج». هي من أب مغربي وأم أيطالية.
في بداية نوفمبر 2015 اعتقلتها شرطة الفاتيكان بتهمة سرقة وثائق سرية صحبة الاسقف الإسباني فاييخو بالدا. وأطلق سراحها بعد تعاونها مع المحكمة والمحققين.

## وصلات خارجية
- Francesca Immacolata Chaouqui على لينكدن.